# 제45회 G7 정상회의

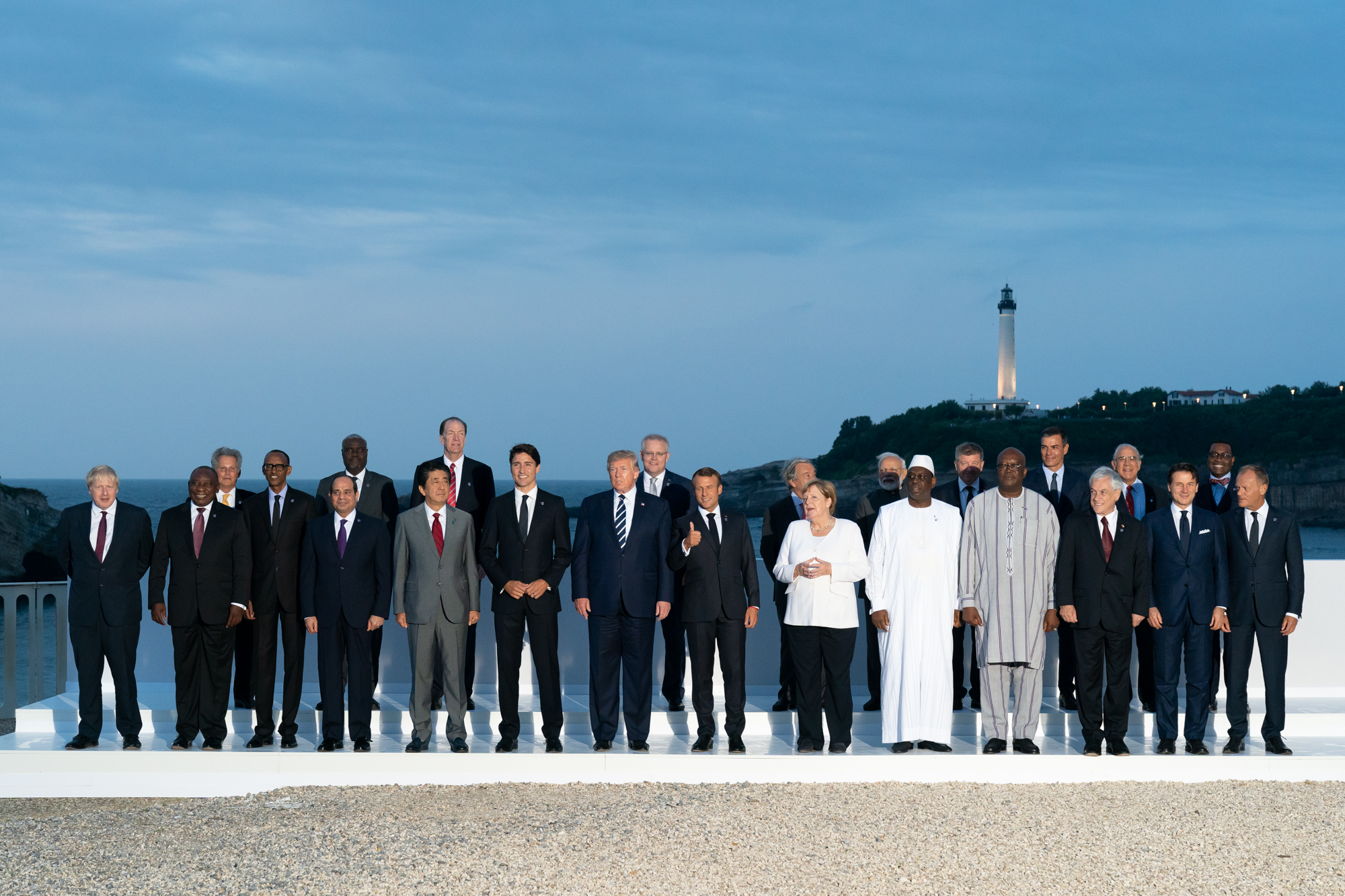

제45회 G7 정상회의(45th G7 summit)는 2019년 8월 24~26일 프랑스 비아리츠에서 열렸다. 2014년 3월, G7은 G8의 맥락에서 러시아와 의미 있는 논의가 현재 불가능하다고 선언했다. 그 이후로 G7 프로세스 내에서 회의가 계속되었다. 그러나 트럼프 행정부 고위 관계자에 따르면 도널드 트럼프 미국 대통령과 에마뉘엘 마크롱 프랑스 대통령은 러시아를 2020년에 열리는 차기 G7 정상회의에 초대하기로 합의했다.

## 주제

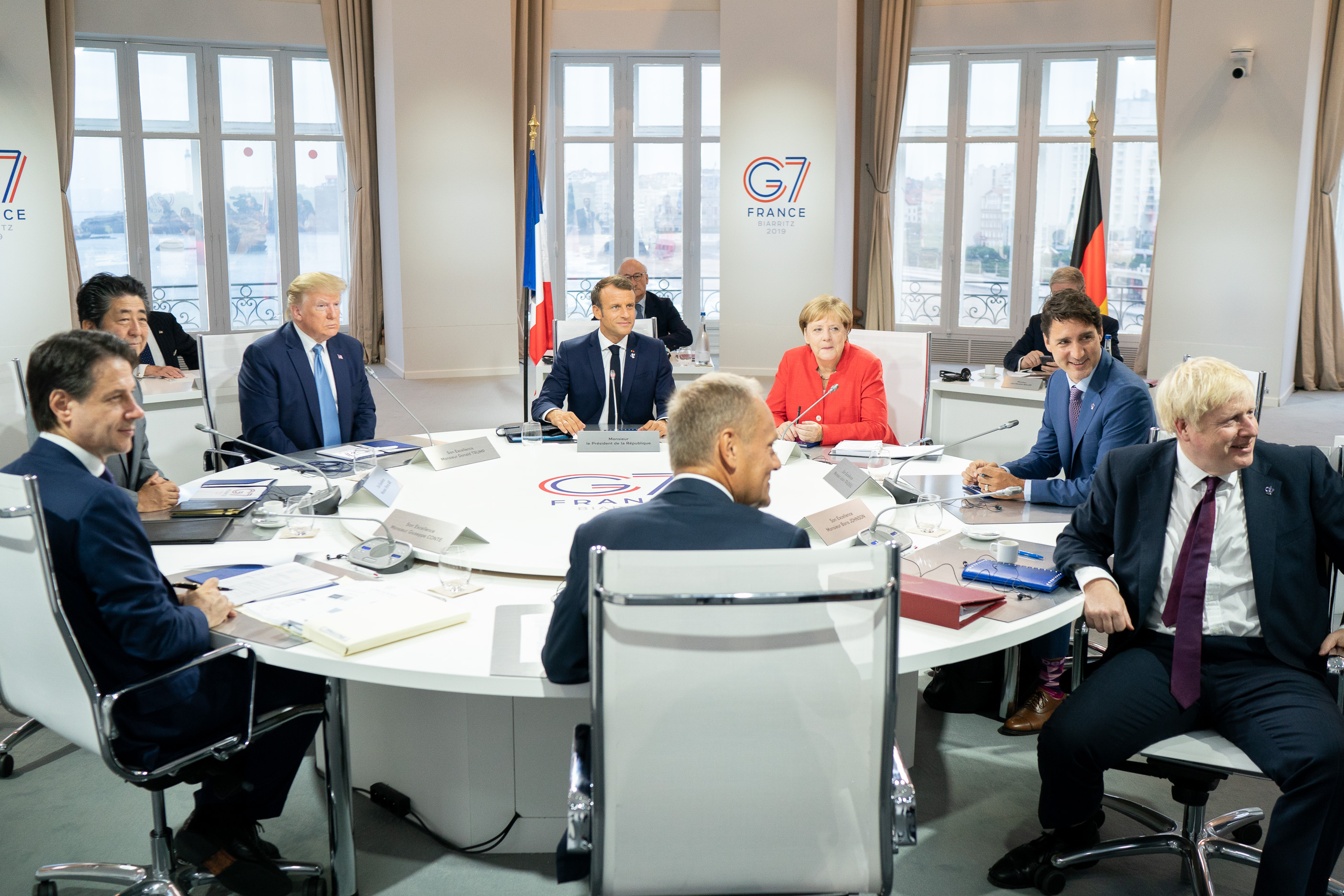

논의된 주제는 세계 무역, 지구 온난화, 기술 기업에 대한 세금 부과 등이었다. 투스크는 정상회의에서 미국 정부의 철수 결정으로 위기에 처한 이란 핵 협정에 대해 논의해야 한다고 말했다.
8월 23일, 마크롱은 G7이 2019년 아마존 산불에 대한 정상회의 논의를 주도할 것을 촉구했다. 그는 이를 "국제적 위기"라고 설명했다. 그는 "우리 집이 불타고 있다. 문자 그대로 말이다."라고 말하며 아마존 열대 우림이 세계 산소의 20%를 생산한다고 덧붙였다. 트럼프는 브라질 정부의 입장을 회의에 가져가겠다고 제안했고, 미국 정부는 브라질이 참석하지 않는 한 이 문제를 논의하는 데 동의하지 않았다고 말했다. 영국, 이탈리아, 일본, 스페인, 칠레도 브라질을 지지한다. 회의 중에 참석자들 사이에 "극심한 의견 차이"가 있었다고 보도되었다.
마크롱의 요청에 따라 럭셔리 그룹 케링의 회장 겸 CEO인 프랑수아-앙리 피노는 정상회의에서 패션 협정을 발표했는데, 이는 32개 패션 회사가 환경 영향을 줄이기 위한 구체적인 조치를 약속한 이니셔티브에 서명한 것이다. 2020년까지 60개 회사가 패션 협정에 가입했다.